# Hevesaranyos
Hevesaranyos je obec v severovýchodním Maďarsku na severu župy Heves v okresu Bélapátfalva v Bukových horách. K 1. lednu 2015 zde žilo 600 obyvatel.

## Historie
První písemná zmínka o obci pochází z roku 1295.

## Geografie
Obec se nachází asi 10 km jihovýchodně od okresního města Bélapátfalva. Od města s župním právem Eger se nachází asi 15 km severozápadně.
Obcí dále protéká potok Laskó, do něhož se v obci vlévá potok Aranyos. Obec se nachází v Bukových horách ve výšce 255 m n. m.